# Черкаський район
Черка́ський райо́н — район Черкаської області в Україні, утворений 2020 року. Адміністративний центр — місто Черкаси. Площа — 6878,0 км² (32,9 % площі області), населення — 597,0 тис. осіб. Найбільший район області як за площею, так і за населенням.

## Історія
Район створено відповідно до постанови Верховної Ради України № 807-IX від 17 липня 2020 року. До його складу увійшли: Городищенська, Кам'янська, Канівська, Корсунь-Шевченківська, Смілянська, Черкаська, Чигиринська міські, Балаклеївська, Березняківська, Білозірська, Бобрицька, Будищенська, Леськівська, Ліплявська, Медведівська, Михайлівська, Мліївська, Мошнівська, Набутівська, Ротмістрівська, Руськополянська, Сагунівська, Степанецька, Степанківська, Тернівська, Червонослобідська сільські територіальні громади.
Раніше територія району входила до складу Черкаського (1923—2020), Городищенського, Кам'янського, Канівського, Чигиринського, Смілянського, Корсунь-Шевченківського районів, ліквідованих тією ж постановою.

## Географічне положення
В межах області район межує із Золотоніським районом на сході та північному сході, і Звенигородським районом на заході та південному заході. Окрім цього, він межує на півночі та північному заході із Обухівським районом Київської області, на півночі з Бориспільським районом Київської області, на північному сході із Кременчуцьким районом Полтавської області (кордон повністю проходить по поверхні Кременчуцького водосховища), на сході з Олександрійським районом Кіровоградської області, та на півдні із Кропивницьким та Новоукраїнським районами цієї ж області.
Район в основному лежить на Правобережжі, займаючи усю берегову лінію Канівського водосховища та правобережну ділянку цієї лінії Кременчуцького водосховища Дніпра в межах Черкаської області. На Лівобережжі знаходиться лише територія Ліплявської сільської громади, що також має вихід до Кременчуцького водосховища. Сполучення з цією територією відбувається автошляхом Н02 по греблі Канівської ГЕС.

## Адміністративно-територіальний поділ
До складу району входять такі територіальні громади
| Громада                              | Площа, км² | Населення, осіб (2020) | Центр                  | Населені пункти | Сторінка                                           |
| ------------------------------------ | ---------- | ---------------------- | ---------------------- | --------------- | -------------------------------------------------- |
| Балаклеївська сільська громада       | 206,4      | 9519                   | Балаклея               | 6               | тут [Архівовано 25 жовтня 2021 у Wayback Machine.] |
| Березняківська сільська громада      | 193,2      | 5495                   | Березняки              | 5               | тут [Архівовано 25 жовтня 2021 у Wayback Machine.] |
| Білозірська сільська громада         | 199,3      | 8698                   | Білозір'я              | 3               | тут [Архівовано 25 жовтня 2021 у Wayback Machine.] |
| Бобрицька сільська громада           | 399,5      | 4465                   | Бобриця                | 24              | тут [Архівовано 25 жовтня 2021 у Wayback Machine.] |
| Будищенська сільська громада         | 148,8      | 4849                   | Будище                 | 6               | тут [Архівовано 26 червня 2021 у Wayback Machine.] |
| Городищенська міська громада         | 363,5      | 22866                  | Городище               | 10              | тут [Архівовано 25 жовтня 2021 у Wayback Machine.] |
| Кам'янська міська громада            | 491,4      | 19458                  | Кам'янка               | 17              | тут [Архівовано 25 жовтня 2021 у Wayback Machine.] |
| Канівська міська громада             | 246,7      | 26888                  | Канів                  | 11              | тут [Архівовано 25 жовтня 2021 у Wayback Machine.] |
| Корсунь-Шевченківська міська громада | 173,7      | 20733                  | Корсунь-Шевченківський | 11              | тут [Архівовано 27 червня 2021 у Wayback Machine.] |
| Леськівська сільська громада         | 217,3      | 8207                   | Леськи                 | 5               | тут [Архівовано 26 жовтня 2021 у Wayback Machine.] |
| Ліплявська сільська громада          | 279,4      | 3530                   | Ліпляве                | 5               | тут [Архівовано 26 жовтня 2021 у Wayback Machine.] |
| Медведівська сільська громада        | 208,3      | 3693                   | Медведівка             | 9               | тут [Архівовано 26 жовтня 2021 у Wayback Machine.] |
| Михайлівська сільська громада        | 232,6      | 5886                   | Михайлівка             | 13              | тут [Архівовано 26 жовтня 2021 у Wayback Machine.] |
| Мліївська сільська громада           | 201,3      | 5273                   | Мліїв                  | 3               | тут [Архівовано 26 жовтня 2021 у Wayback Machine.] |
| Мошнівська сільська громада          | 460,3      | 14702                  | Мошни                  | 14              | тут [Архівовано 27 червня 2021 у Wayback Machine.] |
| Набутівська сільська громада         | 217,8      | 6204                   | Набутів                | 13              | тут [Архівовано 26 жовтня 2021 у Wayback Machine.] |
| Ротмістрівська сільська громада      | 310,5      | 9035                   | Ротмістрівка           | 13              | тут [Архівовано 26 жовтня 2021 у Wayback Machine.] |
| Руськополянська сільська громада     | 274,0      | 13793                  | Руська Поляна          | 3               | тут [Архівовано 26 жовтня 2021 у Wayback Machine.] |
| Сагунівська сільська громада         | 194,5      | 5126                   | Сагунівка              | 3               | тут [Архівовано 26 жовтня 2021 у Wayback Machine.] |
| Смілянська міська громада            | 39,1       | 66481                  | Сміла                  | 2               | тут [Архівовано 26 жовтня 2021 у Wayback Machine.] |
| Степанецька сільська громада         | 367,7      | 6903                   | Степанці               | 21              | тут [Архівовано 26 жовтня 2021 у Wayback Machine.] |
| Степанківська сільська громада       | 134,9      | 7187                   | Степанки               | 7               | тут [Архівовано 26 жовтня 2021 у Wayback Machine.] |
| Тернівська сільська громада          | 155,7      | 5368                   | Тернівка               | 9               | тут [Архівовано 26 жовтня 2021 у Wayback Machine.] |
| Червонослобідська сільська громада   | 176,4      | 14282                  | Червона Слобода        | 4               | тут [Архівовано 26 жовтня 2021 у Wayback Machine.] |
| Черкаська міська громада             | 76,8       | 273533                 | Черкаси                | 2               | тут [Архівовано 11 червня 2021 у Wayback Machine.] |
| Чигиринська міська громада           | 901,7      | 19139                  | Чигирин                | 25              | тут [Архівовано 26 жовтня 2021 у Wayback Machine.] |

## Найбільші населені пункти
Нижче подано перелік населених пунктів з чисельність населення понад 3000 осіб:
| №  | Населений пункт        | Населення, осіб (1989) | Населення, осіб (2001) |
| -- | ---------------------- | ---------------------- | ---------------------- |
| 1  | Черкаси                | 289030                 | 292761                 |
| 2  | Сміла                  | 77791                  | 68671                  |
| 3  | Канів                  | 29026                  | 26735                  |
| 4  | Корсунь-Шевченківський | 22264                  | 19328                  |
| 5  | Городище               | 16968                  | 15491                  |
| 6  | Кам'янка               | 16833                  | 15043                  |
| 7  | Чигирин                | 12897                  | 11960                  |
| 8  | Червона Слобода        | 9657                   | 9501                   |
| 9  | Білозір'я              | 9099                   | 8506                   |
| 10 | Руська Поляна          | 8111                   | 7908                   |
| 11 | Мошни                  | 5177                   | 4799                   |
| 12 | Балаклея               | 5244                   | 4544                   |
| 13 | Мліїв                  | 5184                   | 4330                   |
| 14 | Леськи                 | 4609                   | 4188                   |
| 15 | Яснозір'я              | 4127                   | 3695                   |
| 16 | Дубіївка               | 3774                   | 3360                   |
| 17 | Сагунівка              | 3761                   | 3327                   |
| 18 | Хацьки                 | 3619                   | 3105                   |